# Star´
Star´ – osiedle typu miejskiego w Rosji, w obwodzie briańskim. W 2010 roku liczyło 5003 mieszkańców.